# Județul Lăpușna (interbelic)
Județul Lăpușna a fost o unitate administrativă de ordinul întâi din Regatul României, aflată în regiunea istorică Basarabia. Reședința județului era municipiul Chișinău.

## Întindere

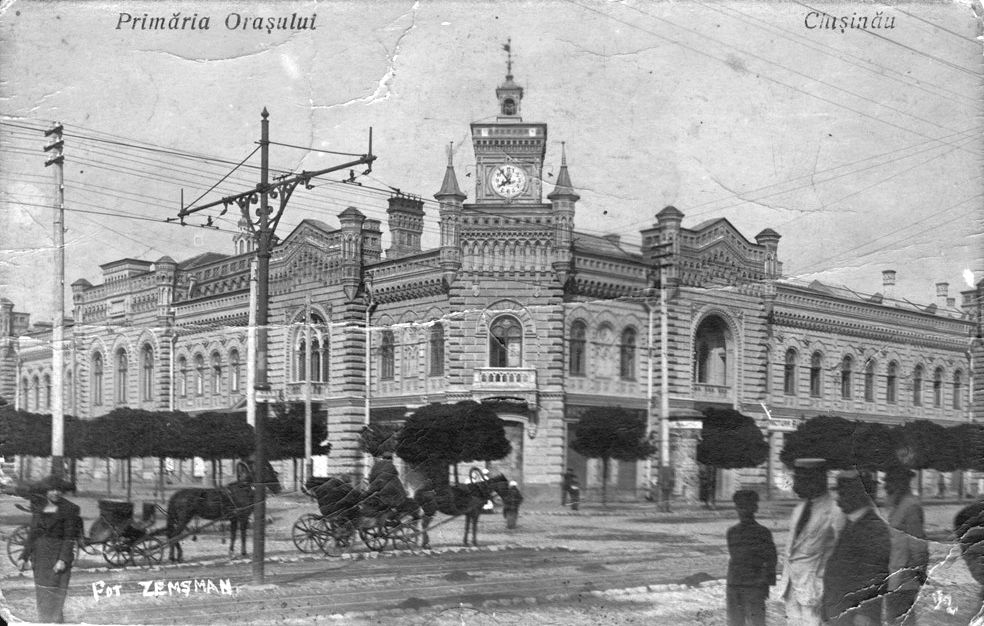
Clădirea Primăriei municipiului Chișinău (reședința județului Lăpușna) în perioada interbelică. Clădirea-monument istoric, situată pe Bulevardul Ștefan cel Mare și Sfânt nr. 83, în Sectorul Centru, și-a păstrat destinația până în prezent.

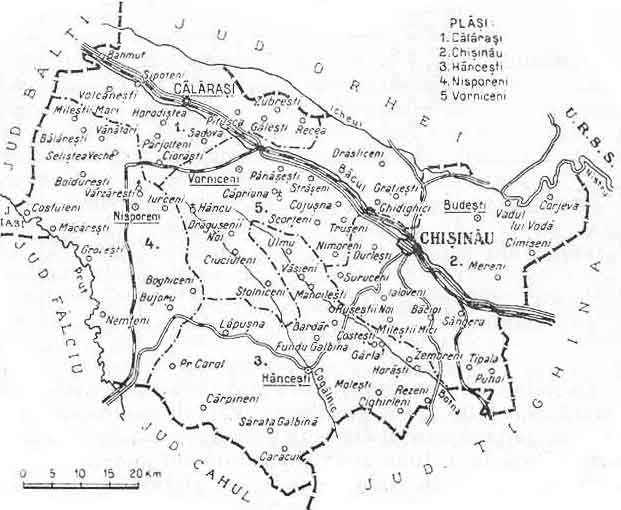
Harta județului, cu dispunerea și denumirea plășilor, în anul 1938.

Județul se afla în partea estică a României Mari, în centrul regiunii Basarabia. Actualmente, teritoriul județului face parte în totalitate din Republica Moldova. Se învecina la nord cu județul Orhei, la sud-est cu județul Tighina, la sud cu județul Cahul, la sud-vest cu județul Fălciu, la vest cu județul Iași, iar la nord-vest cu județul Bălți. În partea de nord-est, pe o scurtă porțiune din Nistru, județul Lăpușna avea graniță comună cu Uniunea Sovietică.

## Organizare
Pe teritoriul județului se aflau două localități urbane: Chișinău (reședința județului, cu statutul de municipiu, a doua localitate ca mărime din România Mare după București) și Călărași-Târg (cu statutul de comună urbană sau oraș).
Teritoriul județului Lăpușna (până în 1925 - județul Chișinău) era împărțit inițial în 5 plăși:
1. Plasa Costești
2. Plasa Hâncești
3. Plasa Nisporeni
4. Plasa Râșcanu
5. Plasa Vorniceni

În 1925 sunt atestate 6 plăși:
1. Plasa Râșcanu
2. Plasa Costești
3. Plasa Hâncești
4. Plasa Bujor
5. Plasa Nisporeni
6. Plasa Vorniceni

În 1930 sunt enumerate 4 plăși:
1. Plasa Călărași
2. Plasa Chișinău
3. Plasa Hâncești
4. Plasa Nisporeni

În 1938 județul Lăpușna era alcătuit din 5 plăși:
1. Plasa Călărași
2. Plasa Chișinău
3. Plasa Hâncești
4. Plasa Nisporeni
5. Plasa Vorniceni

În 1942 existau 5 plăși:
1. Plasa Budești
2. Plasa Călărași
3. Plasa Hâncești
4. Plasa Ialoveni
5. Plasa Nisporeni

## Populație
Conform datelor recensământului din 1930 populația județului era de 419.621 de locuitori, dintre care 77,8% români, 11,9% evrei, 7,1% ruși ș.a. Din punct de vedere confesional marea majoritate era alcătuită din ortodocși (86,1%), urmați de mozaici (12,1%) ș.a.

### Mediul urban
În anul 1930 populația urbană a județului era de 119.672 de locuitori, dintre care 41,2% români, 37,3% evrei, 16,6% ruși, 1,2% poloni ș.a. Din punct de vedere confesional orășenimea era formată din 58,4% ortodocși, 37,7% mozaici, 1,5% romano-catolici ș.a.

## Materiale documentare

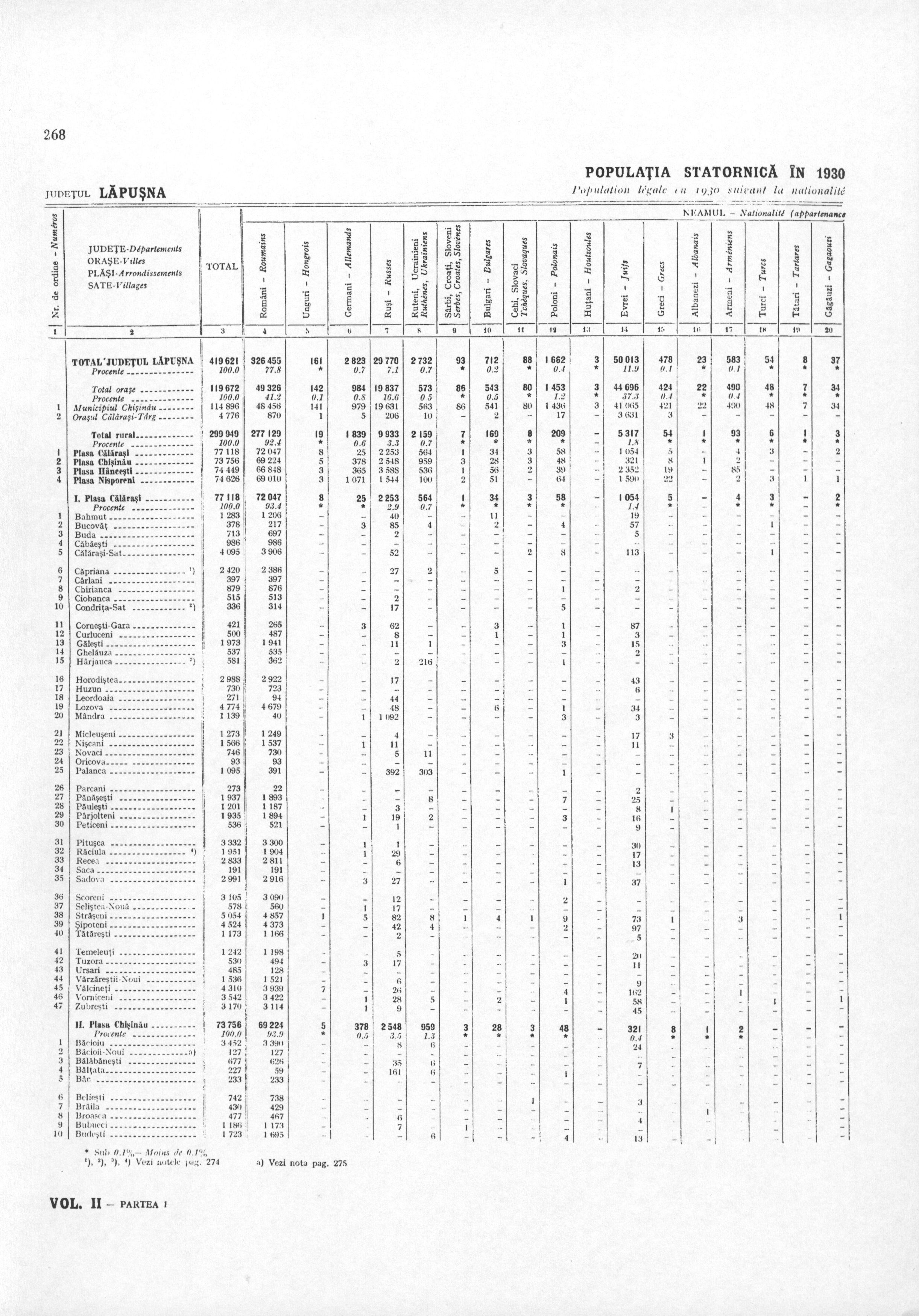
Populația județului în anul 1930, după etnie și limbă maternă
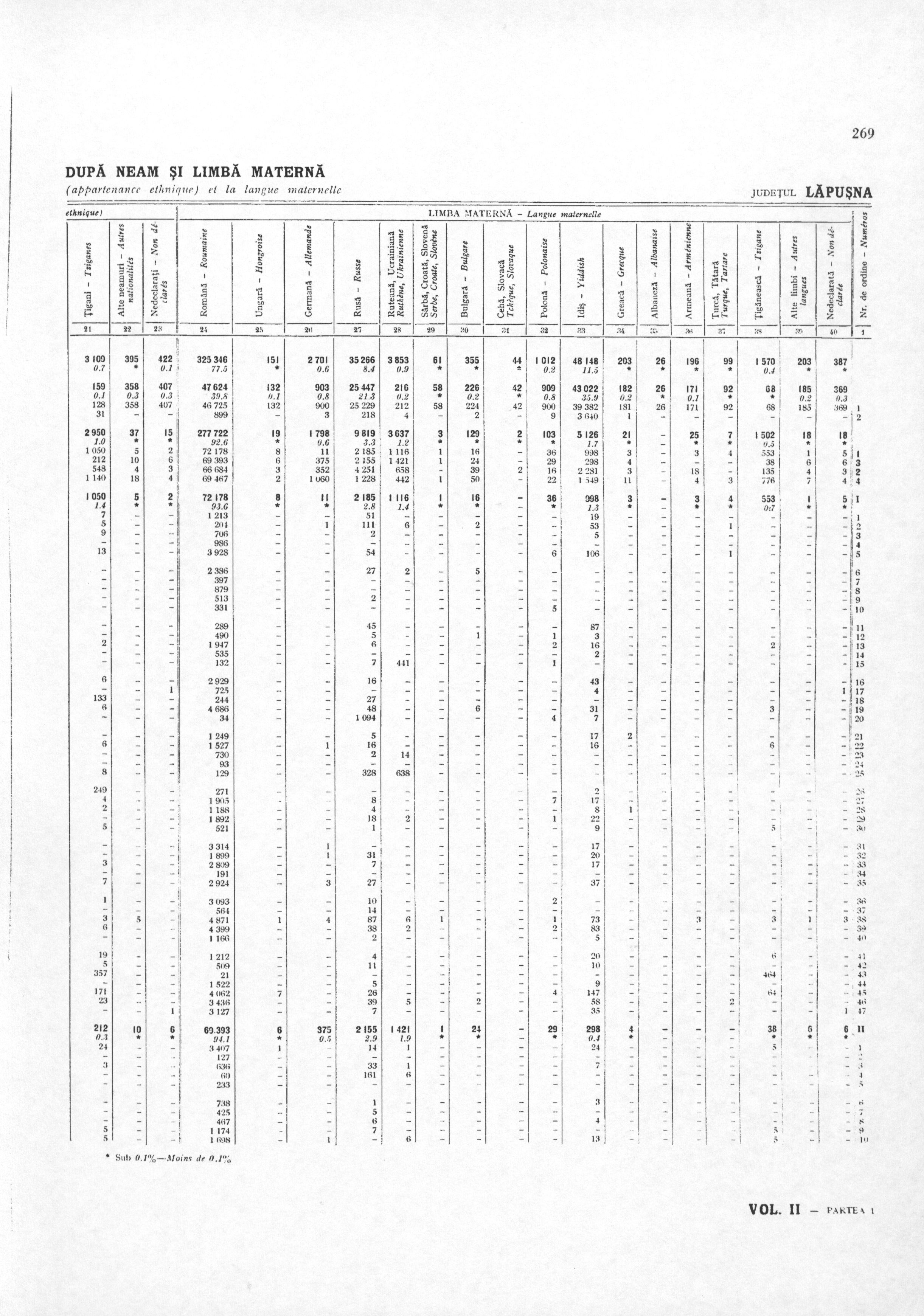
Populația județului în anul 1930, după etnie și limbă maternă